# Comuna Răcoasa, Vrancea
Răcoasa este o comună în județul Vrancea, Moldova, România, formată din satele Gogoiu, Mărăști, Răcoasa (reședința), Varnița și Verdea.

## Așezare
Comuna se află în nordul județului, la limita cu județul Bacău, în valea râului Șușița, care pe teritoriul comunei strânge apele afluenților Alba, Giurgea, Pârâul lui Găman, Dracea Mică, Dracea Mare, Rânghioaia, Verdea, Freasca, Repejioara, Chinu, Pârâul Văii, Punga, Varnița, Aluna și Lacul cu Șerpi.
Este străbătută de șoseaua națională DN2L, care o leagă spre vest de Câmpuri, Soveja și Tulnici (unde se termină în DN2D) și spre sud-est de Străoane, Panciu și Mărășești (unde se termină în DN2).

## Demografie
Componența etnică a comunei Răcoasa
     Români (96,86%)
     Alte etnii (3,14%)
Componența confesională a comunei Răcoasa
     Ortodocși (96,09%)
     Alte religii (0,67%)
     Necunoscută (3,24%)
Conform recensământului efectuat în 2021, populația comunei Răcoasa se ridică la 3.148 de locuitori, în scădere față de recensământul anterior din 2011, când fuseseră înregistrați 3.162 de locuitori. Majoritatea locuitorilor sunt români (96,86%). Din punct de vedere confesional, majoritatea locuitorilor sunt ortodocși (96,09%), iar pentru 3,24% nu se cunoaște apartenența confesională.

## Politică și administrație
Comuna Răcoasa este administrată de un primar și un consiliu local compus din 11 consilieri. Primarul, Vladimir-Sebastian Păun[*], de la Partidul Social Democrat, este în funcție din 2012. Începând cu alegerile locale din 2024, consiliul local are următoarea componență pe partide politice:
|  | Partid                          | Consilieri | Componența Consiliului | Componența Consiliului | Componența Consiliului | Componența Consiliului | Componența Consiliului | Componența Consiliului |
|  | ------------------------------- | ---------- | ---------------------- | ---------------------- | ---------------------- | ---------------------- | ---------------------- | ---------------------- |
|  | Partidul Social Democrat        | 6          |                        |                        |                        |                        |                        |                        |
|  | Alianța pentru Unirea Românilor | 4          |                        |                        |                        |                        |                        |                        |
|  | Partidul Național Liberal       | 1          |                        |                        |                        |                        |                        |                        |

## Istorie
La sfârșitul secolului al XIX-lea, comuna făcea parte din plasa Zăbrăuți a județului Putna și avea în compunere satele Răcoasa, Gogoiu, Mărăști și Verdea, cu 2162 de locuitori. În comună funcționau cinci biserici și o școală mixtă. În timpul Primului Război Mondial, comuna a fost teatru de luptă în 1917, aici având loc bătălia de la Mărăști. Anuarul Socec din 1925 consemnează comuna în aceeași alcătuire și în aceeași plasă, populația ridicându-se la 2395 de locuitori. Satul Mărăști s-a separat în 1931 pentru a forma o comună de sine stătătoare, dar ea a fost în scurt timp desființată din nou.
În 1950, comuna Răcoasa a trecut în administrarea raionului Panciu din regiunea Putna, apoi (după 1952) din regiunea Bârlad și (după 1956) din regiunea Galați. În 1968, ea a fost transferată la județul Vrancea și a primit și satul Varnița (fost în comuna Străoane și care a înglobat de atunci și satul Talapani).

## Monumente istorice
În comuna Răcoasa se află mausoleul eroilor din Primul Război Mondial din satul Mărăști, ridicat în 1928 în memoria victimelor bătăliei de la Mărăști. Mausoleul este clasificat ca monument memorial de interes național.
În rest, patru alte obiective din comună sunt incluse în lista monumentelor istorice din județul Vrancea ca monumente de interes local. Biserica de lemn „Sfinții Voievozi”, aflată la 500 m nord de satul Răcoasa, este clasificată ca monument de arhitectură. Două monumente sunt considerate monumente de for public — bustul generalului Alexandru Averescu aflat în incinta mausoleului, și monumentul frăției de arme româno-franceze aflat în incinta școlii generale din Varnița, ridicat în 1930. Un al patrulea monument este clasificat ca monument memorial sau funerar. Este vorba despre monumentul eroilor Regimentului 2 Grăniceri ce a luptat în războiul de independență a României, monument aflat în incinta căminului cultural din Răcoasa.

## Personalități
- Aurel Gh. Iancu (n. 1928), economist, membru titular al Academiei Române;
- Gheorghe Vlădescu-Răcoasa, (1895 - 1989), profesor universitar, sociolog.